# Carleton Hall
Carleton Hall ist ein Landhaus im Dorf Carleton etwa 1,5 km östlich von Penrith in der englischen Grafschaft Cumbria und südlich der Autobahn A66.

## Namensherkunft
Der Name 'Carleton' besteht aus den altenglischen Wortteilen 'ceorl' oder 'carle', was „Bauer“ oder „Freier Bauer“ bedeutet, und 'tūn', was eine Siedlung bezeichnet. Es handelt sich also um eine „Siedlung freier Bauern“. Die Namen Carleton, Carlton oder Charlton sind in England sehr häufig; das nächste andere Dorf dieses Namens liegt im Einzugsgebiet von Carlisle.

## Geschichte
Das Haus wurde als Sitz der Familie Carleton errichtet. Der letzte Spross der Familie verstarb bereits im 18. Jahrhundert. In der ersten Hälfte des 20. Jahrhunderts wohnte dort die Familie Carleton-Cowper. Heute befindet sich in dem Haus das Hauptquartier der Cumbria Constabulary, der Polizeikräfte der Grafschaft.
Das Anwesen wurde nach Auszug der Carleton-Cowpers aufgeteilt. Das Haus steht im südlichen Teil des Anwesens. Die nördliche Hälfte teilen sich der Penrith Rugby Club und das Neubaugebiet Pategill.
Koordinaten: 54° 39′ 20,1″ N, 2° 44′ 7,6″ W